# Valle San Nicolao
Valle San Nicolao är en ort och kommun i provinsen Biella i regionen Piemonte i Italien. Kommunen hade 951 invånare (2018).